# Алакит
Алакит — река в России, протекает по территории Якутии. Правый приток реки Оленёк. Длина реки — 232 км, площадь водосборного бассейна — 11800 км².
Протекает по северо-восточной окраине Среднесибирского плоскогорья. В верхней части реки на ней расположен одноимённый нежилой посёлок Алакит.
Вытекает из озёр Алакит-Кюёль на высоте 628 м над уровнем моря.